# George John Dasch
George John Dasch (7 de febrero de 1903 - 1 de noviembre de 1991) fue un agente alemán que desembarcó en suelo estadounidense durante la Segunda Guerra Mundial. Ayudó a destruir el programa de espionaje de la Alemania Nazi en los Estados Unidos al desertar a la causa estadounidense, pero fue juzgado y condenado por espionaje.

## Primeros años
George John Dasch nació como Georg Johann Dasch en Speyer en el Imperio Alemán. Ingresó a un seminario católico a los 13 años para estudiar para el sacerdocio, pero fue expulsado al año siguiente por razones desconocidas. Mintiendo sobre su edad, se alistó en el Ejército Imperial Alemán y sirvió en Bélgica durante los últimos meses de la Primera Guerra Mundial.
En 1923, ingresó ilegalmente a los Estados Unidos a través del Puerto de Filadelfia como polizón, luego se estableció en Nueva York. Durante cuatro años, trabajó en varios restaurantes y pasó una temporada en un hotel en Miami Beach. En 1927, se enlistó como soldado raso en el Cuerpo Aéreo del Ejército de los Estados Unidos. Fue asignado al 5.º Grupo Compuesto en Honolulu y sirvió en el 72.º Escuadrón de Bombardeo, pero después de un año compró su baja y recibió una baja honorable. Luego trabajó como camarero en San Francisco, Sacramento, Los Ángeles y regresó a Nueva York. En 1930, se casó con Rose Marie Guille, una ciudadana estadounidense.
Dasch volvió a enlistarse en el Ejército de los Estados Unidos en 1936 y fue destinado a Fort Ontario en Oswego, Nueva York. Sirvió con la 1.ª División de Infantería, 28.º Regimiento de Infantería, Compañía L, y se casó con Charlotte Holliday en la casa parroquial de la Iglesia Luterana de San Pablo en Oswego en marzo de 1936. Utilizó el alias George Henry Aldasch para ocultar su bigamia. Él y Charlotte vivieron en la casa de su padre, Jay Holliday, en Oswego mientras él servía en Fort Ontario. Tuvieron un hijo, Howard Elliot Aldasch (29 de octubre de 1937 - 21 de octubre de 2013). En algún momento de 1938, Dasch dejó el Ejército, abandonó a su "esposa" y a su hijo, y regresó a Alemania. Charlotte Aldasch descubrió su verdadera identidad en 1942, cuando él se entregó al FBI. Luego envió a su hijo a vivir anónimamente con familiares lejanos en Madison, Nueva York. La última comunicación de Dasch con Charlotte y Howard fue a través de un abogado y oficial militar en 1955. En ese momento, Dasch intentaba regresar a los Estados Unidos, pero fue denegado por J. Edgar Hoover, director del FBI.

### Preparación para el espionaje
Dasch y los demás fueron entrenados para actividades de espionaje en una escuela dirigida por el Oberkommando der Wehrmacht, el Alto Mando Alemán, en una finca en Lago Quenz, cerca de Berlín. Recibieron tres semanas de entrenamiento intensivo en sabotaje y fueron instruidos en la fabricación y uso de explosivos, material incendiario y diversos dispositivos de temporización mecánicos, químicos y eléctricos de retardo. Se dedicó considerable tiempo a desarrollar las falsas historias de antecedentes que iban a utilizar en Estados Unidos. Se les animó a conversar en inglés y a leer periódicos y revistas estadounidenses.

### Actividades de espionaje
Temprano esa mañana, John C. Cullen, un guardacostas de la estación en Amagansett, Nueva York, avistó a Dasch y a los otros tres haciéndose pasar por pescadores en una balsa frente a la costa de Long Island. Vio que estaban armados y también notó un submarino sumergido. Los hombres le dieron $260 (algunas fuentes dicen $300) para que se mantuviera en silencio. Cada vez más alarmado, aceptó el soborno pero alertó a sus superiores. Cuando un patrullero armado pudo llegar al lugar, los cuatro alemanes ya habían tomado el tren de Long Island Rail Road desde la estación de Amagansett hacia Manhattan, donde se registraron en un hotel. Una búsqueda en la playa reveló explosivos ocultos, temporizadores, cápsulas de detonación, dispositivos incendiarios, cigarrillos y los uniformes navales.
El presidente Franklin D. Roosevelt y el FBI fueron alertados inmediatamente, y el FBI llevó a cabo una extensa persecución. Toda la información se mantuvo en secreto para evitar el pánico público y para que los espías no supieran que habían sido descubiertos. Sin embargo, el FBI no sabía exactamente hacia dónde se dirigían los alemanes.

## Deserción a los Estados Unidos
Dasch estaba descontento con el régimen nazi. Eventualmente habló con uno de sus compatriotas, un ciudadano estadounidense naturalizado llamado Ernst Peter Burger, sobre desertar a los Estados Unidos. Su plan era rendirse inmediatamente al FBI. Dasch ordenó a Burger que se quedara y vigilara a los otros agentes alemanes. El 15 de junio, Dasch llamó a la oficina del FBI en Nueva York desde un teléfono público en el Upper West Side. El agente del FBI no creyó su historia, así que Dasch colgó y cuatro días después tomó un tren a Washington D. C. y se registró en el Hotel Mayflower. Luego fue a la sede del FBI para hablar con Hoover. Dasch intentó contar la verdad a los oficiales del FBI, pero no creyeron su historia. Mientras Dasch estaba en la sede del FBI, el FBI envió agentes a su habitación de hotel, donde encontraron $82,500 en efectivo (equivalente a más de $1 millón en dólares estadounidenses de 2017).
Dasch fue arrestado e interrogado durante ocho días. Reveló las ubicaciones de los otros hombres en la operación de sabotaje, incluido Burger. Reveló que los objetivos del programa de sabotaje habían sido interrumpir las industrias de guerra y lanzar una ola de terror mediante la colocación de explosivos en estaciones de ferrocarril, grandes almacenes y lugares públicos. Con la información proporcionada por Dasch, el FBI arrestó a Burger y a otros seis agentes alemanes en la semana siguiente. El FBI ocultó las verdaderas circunstancias de su arresto antes del juicio de los ocho hombres, incluido el hecho de que en realidad no consumaron sus planes de sabotaje.

### Consecuencias
Dasch, Ernest Peter Burger y otros seis —Edward John Kerling, Heinrich Harm Heinck, Richard Quirin, Werner Thiel, Hermann Otto Neubauer y Herbert Hans Haupt (quien había desembarcado en Florida para reunirse con Dasch y Burger) — fueron juzgados por una comisión militar nombrada por el Presidente Roosevelt el 8 de julio de 1942. Durante el juicio, la Corte Suprema dictaminó la constitucionalidad del tribunal militar, con la opinión formal escrita después del juicio (ver Ex parte Quirin). Los ocho fueron declarados culpables de sabotaje y condenados a la pena de muerte. El director del FBI, Hoover, y el Fiscal General Biddle apelaron al Presidente Roosevelt, quien conmutó la sentencia a cadena perpetua para Burger y a treinta años para Dasch. Los otros fueron ejecutados en la silla eléctrica en la cárcel de Washington D. C. el 8 de agosto de 1942.
En 1948, el presidente Harry S. Truman liberó y deportó tanto a Burger como a Dasch a la zona de ocupación estadounidense en Alemania. No fueron bienvenidos de vuelta porque se les consideraba traidores que habían causado la muerte de sus camaradas. Aunque se les había prometido el perdón a cambio de su cooperación por parte de Hoover, ambos hombres murieron sin recibirlo. Dasch escribió un relato de su participación en la Operación Pastorius ("Eight Spies Against America", Editor: R.M. McBride Co., 1959. Número de catálogo de la Biblioteca del Congreso: 59-13612). Falleció en 1991 a la edad de 89 años en Ludwigshafen.